# Patto leonino
Per patto leonino, nell'ordinamento italiano, si intende il patto con cui uno o più soci sono esclusi dalla partecipazione agli utili o alle perdite.

## Caratteristiche
La denominazione deriva da una celebre favola di Esopo, poi ripresa da Fedro come La vacca, la capretta, la pecora e il leone.
Nel divieto del patto leonino trova applicazione il fondamentale principio giuridico espresso dal brocardo cuius commoda, eius et incommoda (chi trae vantaggio da una situazione, deve sopportarne anche i pesi).
La regola esprime la manifesta ingiustizia di un accordo nel quale ad una parte siano riservati i benefici di una determinata attività, mentre all'altra siano riservate esclusivamente le eventuali conseguenze negative.

## Disciplina normativa
Il codice civile italiano stabilisce la nullità di un siffatto accordo (art. 2265 c.c.): non è consentito escludere uno o più soci da ogni partecipazione agli utili o alle perdite. Sebbene tale disposizione sia collocata nella disciplina delle società di persone, e precisamente in quella della società semplice, la dottrina e la giurisprudenza ne ritengono pacifica l'applicazione anche alle società di capitali. Tale regola, infatti, è considerata espressione della causa tipica che caratterizza il contratto di società quale è definito dall'art. 2247 c.c. Ne consegue che, ad esempio, non possono essere emesse azioni speciali prive del diritto agli utili ovvero azioni che escludano del tutto la partecipazione del socio alle perdite.
Proprio perché corollario della causa tipica del contratto di società, la regola in parola è pacificamente ritenuta inderogabile dall'autonomia statutaria: infatti, se scopo del contratto di società è la divisione tra i soci degli utili realizzati attraverso una data attività, per il cui esercizio in comune essi hanno conferito beni o servizi (art. 2247 c.c.), non è ammissibile una società nella quale uno dei soci sia escluso a priori dal riparto degli utili (ovvero, all'opposto, dalla partecipazione alle perdite).